# Fimbristylis tamaensis
Fimbristylis tamaensis är en halvgräsart som beskrevs av Julian Alfred Steyermark. Fimbristylis tamaensis ingår i släktet Fimbristylis och familjen halvgräs. Inga underarter finns listade i Catalogue of Life.